# Ampedini
Ampedini – plemię owadów z rzędu chrząszczy, z rodziny sprężykowatych. 
Sprężyki te mają nadustek położony na tym samym poziomie co czoło i wyżej niż warga górna. Ich panewki biodrowe są na tylnej krawędzi szeroko ku tyłowi otwarte. Wyrostek przedpiersia jest między przednimi biodrami płaski.
Podział Johnsona z 2002 roku wyróżnia w nim 4 podplemiona:
- Ampedina
- Physorhinina
- Dicrepidiina
- Melanotina

W pracy Boucharda i innych z 2011 roku zrezygnowano z podziału na podplemiona, a należące tu wcześniej podplemiona wyniesiono do rangi osobnych plemion.